# Straßberg, Zollernalbkreis
Straßberg är en kommun (tyska Gemeinde) i Zollernalbkreis i delstaten Baden-Württemberg i Tyskland. Kommunen består av ortsdelarna (tyska Ortsteile) Straßberg och Kaiseringen. Folkmängden uppgår till cirka 2 500 invånare, på en yta av 24,91 kvadratkilometer.
Kommunen ingår i kommunalförbundet Winterlingen tillsammans med kommunnen Winterlingen.

## Befolkningsutveckling
| Befolkningsutvecklingen i Straßberg 1975–2015 | Befolkningsutvecklingen i Straßberg 1975–2015 | Befolkningsutvecklingen i Straßberg 1975–2015 | Befolkningsutvecklingen i Straßberg 1975–2015 | Befolkningsutvecklingen i Straßberg 1975–2015 |
| --------------------------------------------- | --------------------------------------------- | --------------------------------------------- | --------------------------------------------- | --------------------------------------------- |
|                                               |                                               |                                               |                                               |                                               |
| År                                            |                                               |                                               | Folkmängd                                     | Areal (ha)                                    |
| 1975                                          | 1975                                          |                                               | 2 327                                         | 2 490                                         |
| 1980                                          | 1980                                          |                                               | 2 386                                         |                                               |
| 1985                                          | 1985                                          |                                               | 2 438                                         |                                               |
| 1990                                          | 1990                                          |                                               | 2 545                                         |                                               |
| 1995                                          | 1995                                          |                                               | 2 764                                         |                                               |
| 2000                                          | 2000                                          |                                               | 2 761                                         | 2 491                                         |
| 2005                                          | 2005                                          |                                               | 2 710                                         | 2 490                                         |
| 2010                                          | 2010                                          |                                               | 2 598                                         |                                               |
| 2015                                          | 2015                                          |                                               | 2 478                                         |                                               |
|                                               |                                               |                                               |                                               |                                               |